# کیت شورتمن
کیت شورتمن (انگلیسی: Kate Shortman؛ زادهٔ ۱۹ نوامبر ۲۰۰۱) شناگر زن شنای موزون اهل بریتانیا است.
وی در مسابقات کشوری و بین‌المللی در مجموع برندهٔ ۴ مدال نقره، ۳ مدال برنز شده است.